# Carlo Marchi

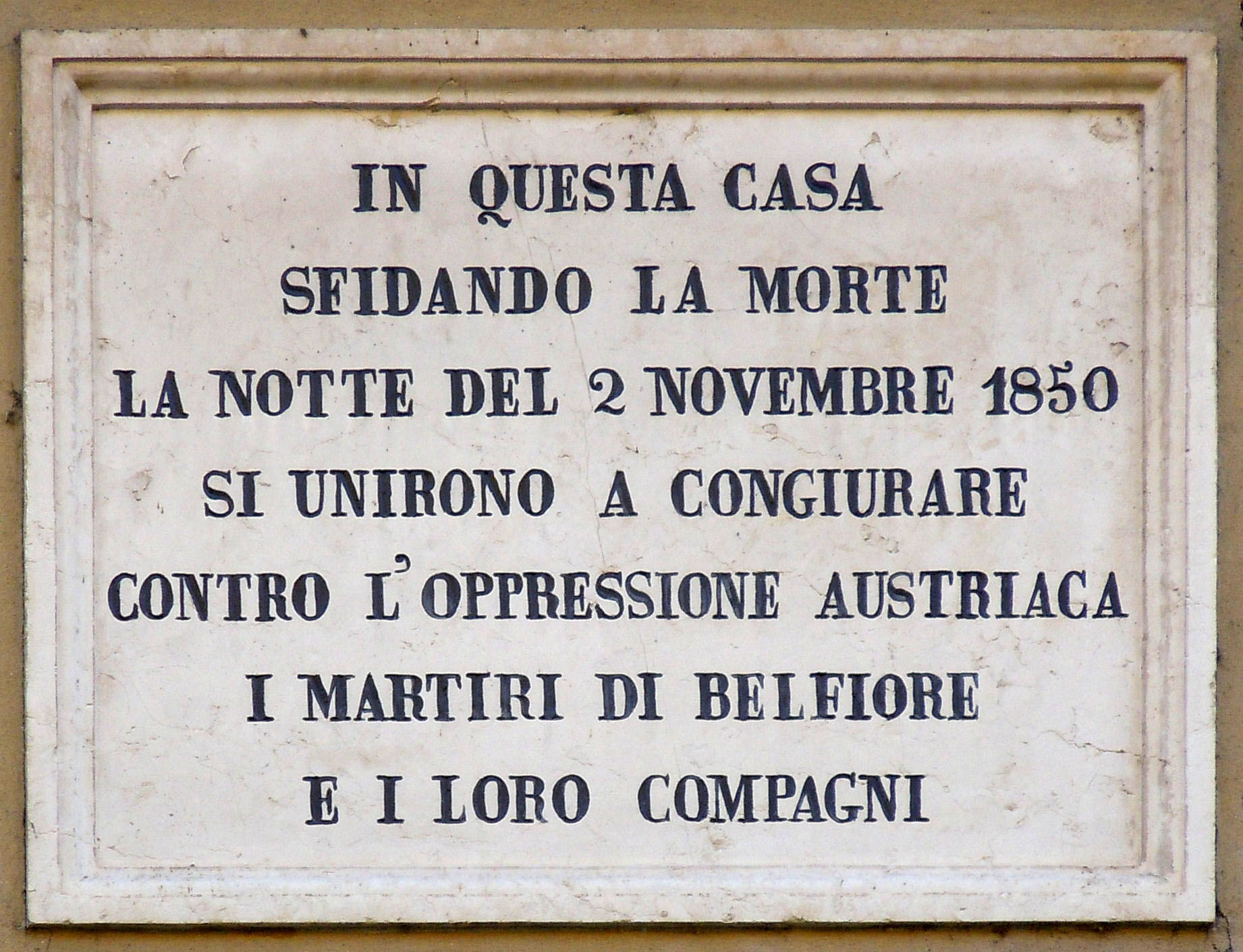
Lapide commemorativa posta a Mantova in Via Chiassi 10

Carlo Marchi (Poggio Rusco, 1800 – ...) è stato un patriota italiano.

## Biografia
Nato nel 1800 da padre cuoco e di professione insegnante, fu tra i partecipanti alla riunione nella casa del marchese Livio Benintendi del 2 novembre 1850, costitutiva del comitato rivoluzionario di Mantova, che portò all'eccidio dei Martiri di Belfiore.